# Чесноков Микола Єрмолайович
Микола Єрмолайович Чесноков (21 серпня 1905, місто В'язники Владимирської губернії, тепер  Владимирської області, Російська Федерація — 20 березня 1982, місто Москва, тепер Російська Федерація) — радянський діяч, заступник голови Ради міністрів (Ради народних комісарів) РРФСР, міністр легкої промисловості СРСР. Депутат Верховної Ради РРФСР 2-го та 4-го скликань.

## Життєпис
Народився в родині робітника. З червня 1919 до 1922 року — чорнороб млина при фабриці «Паризька комуна» міста В'язники.
У вересні 1922 — травні 1926 року — учень В'язниківського текстильного технікуму Владимирської губернії.
У травні 1926 — квітні 1927 року — помічник майстра льонопрядильної фабрики «Перемога» В'язнівського повіту Владимирської губернії.
У квітні 1927 — жовтні 1930 року — помічник майстра, майстер, головний інженер, завідувач фабрики, технічний директор прядильно-ткацької фабрики імені ВЦВК В'язнівського повіту Владимирської губернії.
У жовтні 1930 — червні 1936 року — студент Московського текстильного інституту, здобув спеціальність інженера-механіка.
Член ВКП(б) з квітня 1931 року.
У червні 1936 — січні 1937 року — інженер-проєктувальник контори «Льонопроєкт» Головного управління лляної промисловості Народного комісаріату легкої промисловості СРСР.
У січні 1937 — 1938 року — заступник головного механіка, головний механік шовково-ткацького комбінату імені Щербакова в Москві.
У 1938—1939 роках — начальник інспекції котлонагляду Народного комісаріату легкої промисловості СРСР.
У 1939 — березні 1940 року — начальник електромеханічного відділу Народного комісаріату текстильної промисловості СРСР.
У березні 1940 — липні 1943 року — заступник народного комісара текстильної промисловості СРСР.
16 липня 1943 — 26 червня 1947 року — заступник голови Ради народних комісарів (з 1946 року — Ради міністрів) РРФСР.
4 червня 1947 — 28 грудня 1948 року — міністр легкої промисловості СРСР.
28 грудня 1948 — квітень 1950 року — 1-й заступник міністра легкої промисловості СРСР.
У квітні — травні 1950 року — заступник міністра бавовництва СРСР.
У травні 1950 — березні 1953 року — 1-й заступник міністра бавовництва СРСР.
До 11 травня 1953 року — міністр місцевої промисловості РРФСР.
25 травня 1953 — 9 червня 1954 року — міністр місцевої та паливної промисловості РРФСР.
9 червня 1954 — 26 березня 1955 року — міністр місцевої промисловості РРФСР.
26 березня 1955 — 4 червня 1957 року — заступник голови Ради міністрів РРФСР.
У червні 1957 — лютому 1958 року — заступник голови Державної планової комісії при РМ РРФСР.
Одночасно 6 червня 1957 — 13 лютого 1958 року — міністр РРФСР.
У лютому 1958 — лютому 1963 року — начальник відділу легкої промисловості Державного планового комітету РМ СРСР.
У лютому 1963 — грудні 1975 року — радник із легкої промисловості постійного представника СРСР у Раді Економічної Взаємодопомоги (РЕВ).
З грудня 1975 року — персональний пенсіонер союзного значення в Москві.
Помер 20 березня 1982 року в Москві.

## Нагороди
- два ордени Леніна (20.04.1944)
- два ордени Трудового Червоного Прапора (31.12.1954; 21.12.1964)
- два ордени «Знак Пошани»
- медаль «За оборону Москви»
- медаль «За доблесну працю. В ознаменування 100-річчя з дня народження Володимира Ілліча Леніна» (1970)
- медалі